# Keskadale Beck
Der Keskadale Beck ist ein Fluss im Lake District, Cumbria, England. Der Keskadale Beck entsteht an der Nordseite des Buttermere Moss westlich des Robinson. Der Fluss stürzt über den Moss Force Wasserfall hinab zum Newlands Pass und fließt von dort in nordöstlicher Richtung. Der Keskadale Beck mündet im NewlandsTal am Weiler Little Town in den Newlands Beck.